# Caribou (Nouvelle-Écosse)
Pour les articles homonymes, voir Caribou (homonymie).
Caribou est un port du comté de Pictou en Nouvelle-Écosse. Situé sur le Détroit de Northumberland, Caribou est nommé d'après le Caribou des Bois, qui vivait dans la région jusqu'à ce que les Européens le fassent disparaître par la chasse intensive au XIXe siècle. Des lieux environnants se nomment aussi Caribou, comme la Baie de Caribou, dans laquelle le village se trouve, ainsi que l'Île Caribou, située au nord. 
Caribou est devenu un port important lorsque le gouvernement fédéral choisit l'endroit dans les années 1930 pour être le terminus en Nouvelle-Écosse d'un traversier saisonnier vers l'est de l'Île-du-Prince-Édouard. Le service, opéré par Northumberland Ferries Limited depuis son instauration en 1941, transporte des voitures, des passagers et des camions vers Wood Islands, entre les mois de mai et décembre.
Il y a aussi un petit traversier reliant Caribou à l'Île de Pictou, en partance du port de pêche situé près du terminal de traversier.